# Chlorocoma cyclosema
Chlorocoma cyclosema är en fjärilsart som beskrevs av Turner 1941. Chlorocoma cyclosema ingår i släktet Chlorocoma och familjen mätare. Inga underarter finns listade i Catalogue of Life.